# Buigny-l’Abbé
Buigny-l’Abbé – miejscowość i gmina we Francji, w regionie Hauts-de-France, w departamencie Somma.
Według danych na rok 2011 gminę zamieszkiwało 388 osób, a gęstość zaludnienia wynosiła 47 osób/km² (wśród 2293 gmin Pikardii Buigny-l’Abbé plasuje się na 676. miejscu pod względem liczby ludności, natomiast pod względem powierzchni na miejscu 674.).